# Zlatna Greda
Zlatna Greda – wieś w Chorwacji, w żupanii osijecko-barańskiej, w gminie Bilje. W 2011 roku liczyła 5 mieszkańców.